# Lavannes
 (janvier 2013).
Si vous disposez d'ouvrages ou d'articles de référence ou si vous connaissez des sites web de qualité traitant du thème abordé ici, merci de compléter l'article en donnant les références utiles à sa vérifiabilité et en les liant à la section « Notes et références ».
Lavannes est une commune française, située dans le département de la Marne, en région Grand Est.

## Géographie
Le village de Lavannes est situé à environ 15 minutes de Reims, sur l'autoroute A34 en direction de Charleville-Mézière.
| Pomacle | Isles-sur-Suippe | Warmeriville                |
| Caurel  | Lavannes         | Heutrégiville, Saint-Masmes |
| Berru   | Beine-Nauroy     | Époye                       |

### Hydrographie

#### Réseau hydrographique
La commune est dans la région hydrographique « la Seine du confluent de l'Oise (inclus) à l'embouchure » au sein du bassin Seine-Normandie. Elle est drainée par le Ru,.

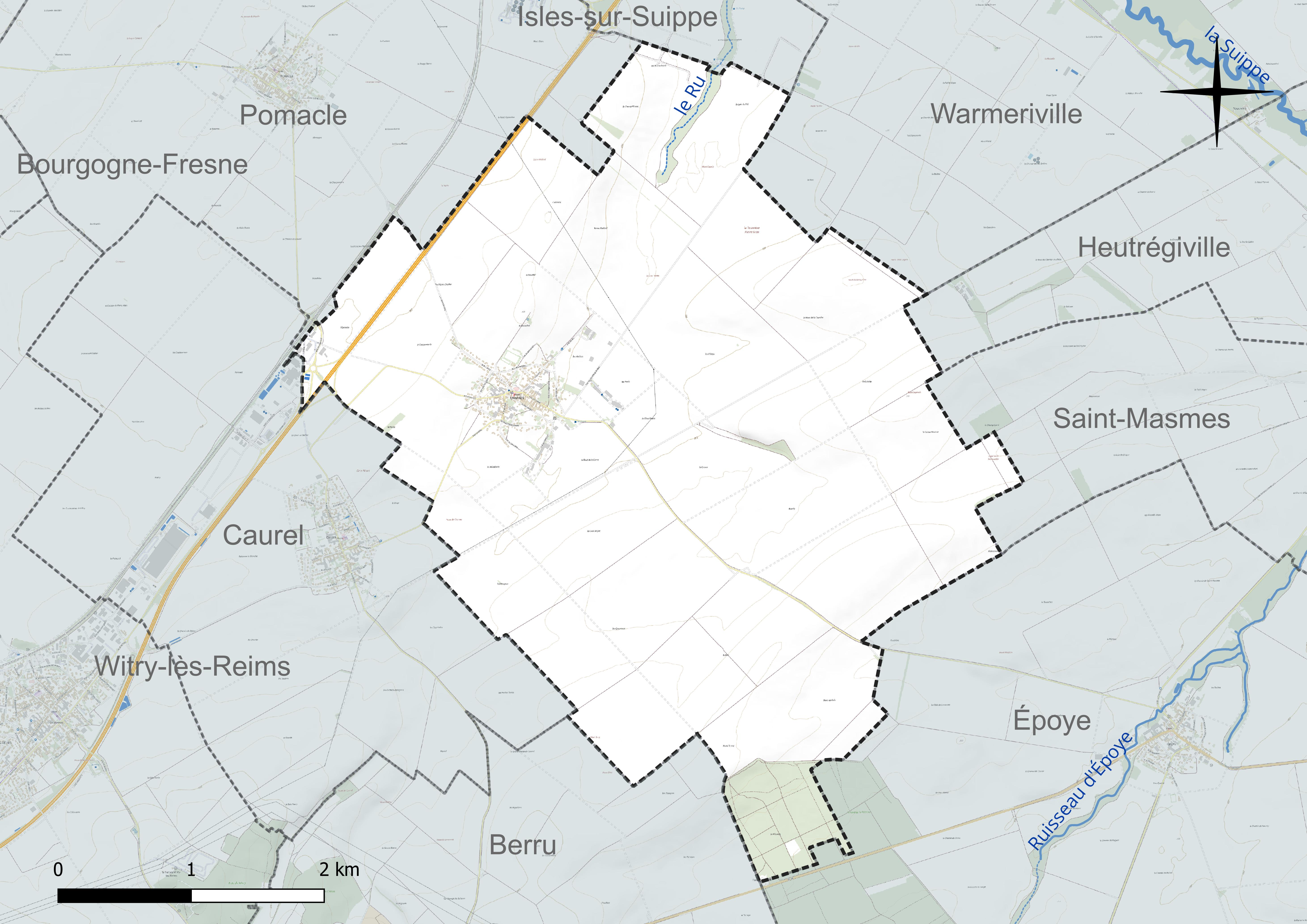
Réseau hydrographique de Lavannes.

#### Gestion et qualité des eaux
Le territoire communal est couvert par le schéma d'aménagement et de gestion des eaux (SAGE) « Aisne Vesle Suippe ». Ce document de planification, dont le territoire s’étend sur 3 096 km2 répartis sur trois départements (Aisne, Marne et Ardennes) et deux régions (Champagne-Ardenne et Picardie), a été approuvé le 16 décembre 2013. La structure porteuse de l'élaboration et de la mise en œuvre est le Syndicat d’aménagement des bassins Aisne Vesle Suippe (SIABAVES). 
La qualité des cours d’eau peut être consultée sur un site dédié géré par les agences de l’eau et l’Agence française pour la biodiversité. 

### Climat
Pour des articles plus généraux, voir Climat du Grand Est et Climat de la Marne.
En 2010, le climat de la commune est de type climat océanique dégradé des plaines du Centre et du Nord, selon une étude du Centre national de la recherche scientifique s'appuyant sur une série de données couvrant la période 1971-2000. En 2020, Météo-France publie une typologie des climats de la France métropolitaine dans laquelle la commune est exposée à un climat océanique altéré et est dans la région climatique  Nord-est du bassin Parisien, caractérisée par un ensoleillement médiocre, une pluviométrie moyenne régulièrement répartie au cours de l’année et un hiver froid (3 °C). 
Pour la période 1971-2000, la température annuelle moyenne est de 10,2 °C, avec une amplitude thermique annuelle de 15,6 °C. Le cumul annuel moyen de précipitations est de 688 mm, avec 11,5 jours de précipitations en janvier et 7,9 jours en juillet. Pour la période 1991-2020, la température moyenne annuelle observée sur la station météorologique de Météo-France la plus proche, « Mailly-civc », sur la commune de Mailly-Champagne à 18 km à vol d'oiseau, est de 11,2 °C et le cumul annuel moyen de précipitations est de 755,5 mm. 
La température maximale relevée sur cette station est de 39,8 °C, atteinte le 25 juillet 2019 ; la température minimale est de −20 °C, atteinte le 16 janvier 1985,,. 
Les paramètres climatiques de la commune ont été estimés pour le milieu du siècle (2041-2070) selon différents scénarios d'émission de gaz à effet de serre à partir des nouvelles projections climatiques de référence DRIAS-2020. Ils sont consultables sur un site dédié publié par Météo-France en novembre 2022.

## Urbanisme

### Typologie
Au 1er janvier 2024, Lavannes est catégorisée commune rurale à habitat dispersé, selon la nouvelle grille communale de densité à sept niveaux définie par l'Insee en 2022.
Elle est située hors unité urbaine. Par ailleurs la commune fait partie de l'aire d'attraction de Reims, dont elle est une commune de la couronne,. Cette aire, qui regroupe 294 communes, est catégorisée dans les aires de 200 000 à moins de 700 000 habitants,.

### Occupation des sols
L'occupation des sols de la commune, telle qu'elle ressort de la base de données européenne d’occupation biophysique des sols Corine Land Cover (CLC), est marquée par l'importance des territoires agricoles (93,8 % en 2018), une proportion sensiblement équivalente à celle de 1990 (94,3 %). La répartition détaillée en 2018 est la suivante : 
terres arables (92,6 %), forêts (3,7 %), zones urbanisées (2,5 %), zones agricoles hétérogènes (1,3 %). L'évolution de l’occupation des sols de la commune et de ses infrastructures peut être observée sur les différentes représentations cartographiques du territoire : la carte de Cassini (XVIIIe siècle), la carte d'état-major (1820-1866) et les cartes ou photos aériennes de l'IGN pour la période actuelle (1950 à aujourd'hui).

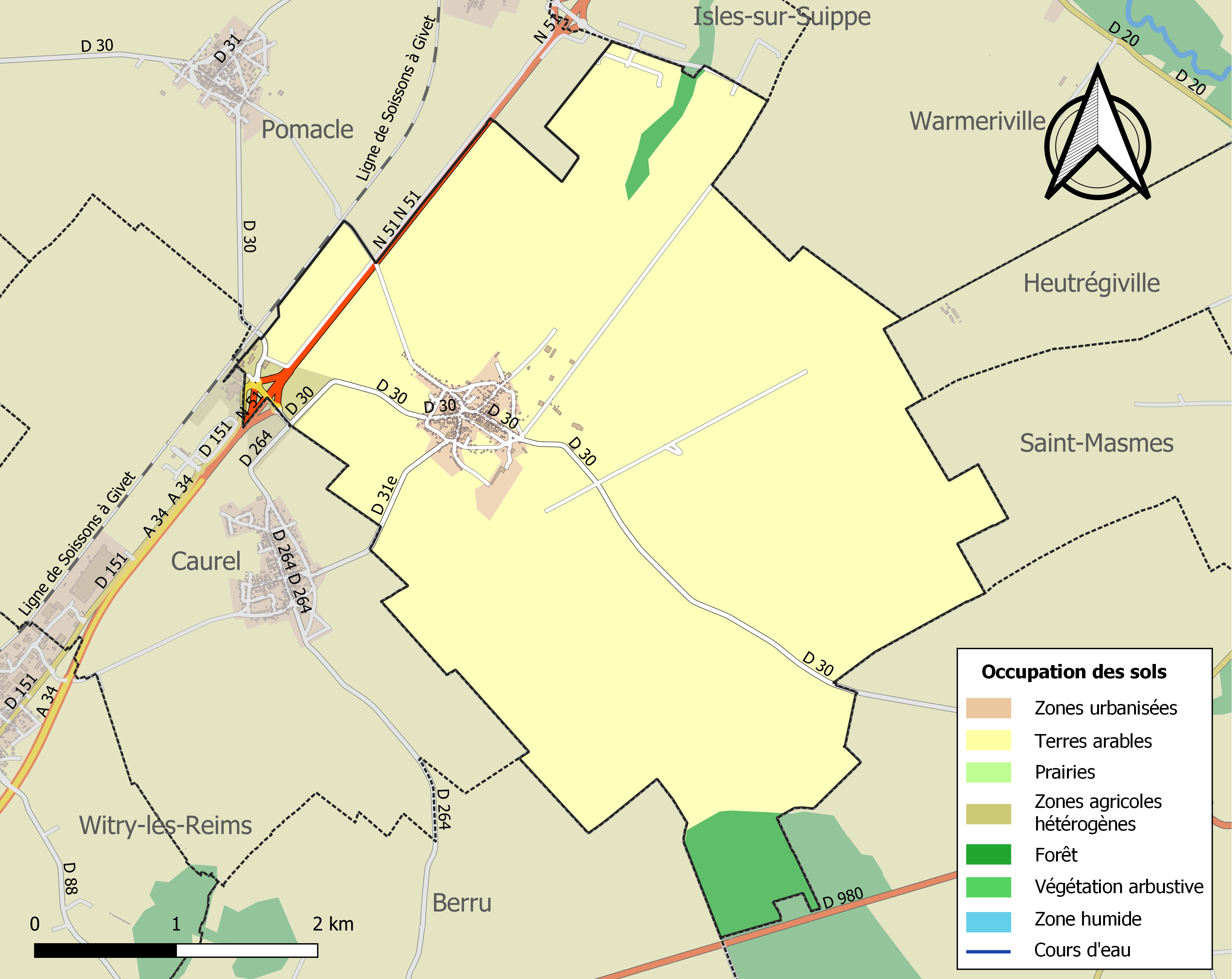
Carte des infrastructures et de l'occupation des sols de la commune en 2018 (CLC).

## Toponymie
Le nom de la localité est attesté sous les formes Lavenna (vers 1190) ; Lavenne (1248) ; Lavania (1252) ; Lavanna (1272) ; La Venne (1302) ; La Veinne (1384) ; Lavanne (1546) ; Lavannes (1556).

De l'oïl venne , vanne « retranchement construit dans une rivière pour fermer le passage aux poissons, une réserve de pêche »,, ou serait une déformation de l'ancien gaulois l'aawen-aï, qui signifie « lieu près du ruisseau ». Le ruisseau pourrait être le ru qui coule à un kilomètre et demi au nord-est du village, sa source aurait été à l'origine bien plus près du village.

## Histoire
La première installation d’un groupe sédentaire date environ de 1000 av. J.-C., comme le révèlent les fouilles archéologiques et la découverte de cinq nécropoles et trois habitats. Lavannes se trouve sur la route romaine Reims - Trèves de l'itinéraire de Peutinger et faisait à cette hauteur entre sept et dix mètres de largeur.

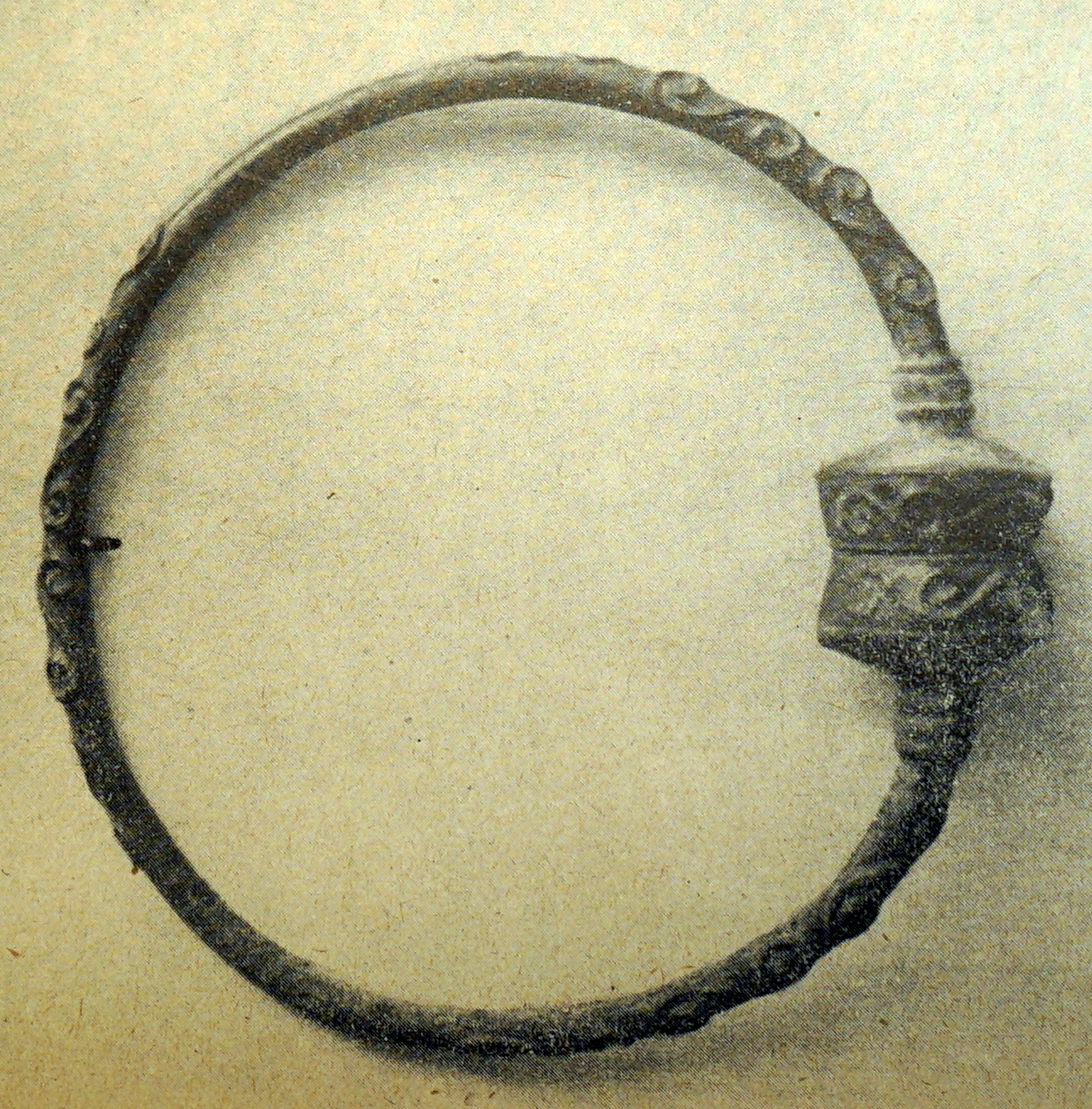
Un torque à tampon de Lavannes.

À partir du XIe siècle, la prospérité revient et se traduit par l’édification de l’église Saint-Lambert. Lavannes se défend par le creusement de fossés. Pour communiquer avec la plaine, cinq portes se trouvent à l'extrémité des rues principales : la rue de Chefossez, la rue de Burisse, la rue de la Comme, la rue Neuve, la rue de l'Amée. Ces fortifications sont néanmoins insuffisantes contre les Anglais durant la guerre de Cent Ans.
Des maladreries (léproseries) sont créées notamment au sud de Lavannes, au lieu-dit le Puits de la Maladrerie.
Au XVIIe siècle, les récoltes de 1617 et 1650-1651 sont calamiteuses. Le froid, la misère et la dysenterie causent à Lavannes 45 décès entre octobre 1650 et mars 1651. En 1669, un recensement des communes du nord de Reims totalise 350 habitants à Lavannes.
Lors de la guerre franco-prussienne de 1870, le 4 septembre 1870, des uhlans pénètrent dans Lavannes, un des leurs est tué par un franc-tireur. En représailles, les Prussiens bombardent et pillent le village.
Durant la Première Guerre mondiale, Lavannes est occupée. Une première évacuation des civils a lieu à la fin de l’année 1915 puis une seconde en mars 1917. Il reste alors à Lavannes 25 personnes valides occupées aux corvées imposées par la kommandantur. Ces personnes sont ensuite évacuées vers les Ardennes. À la fin de la guerre, les habitants reviennent dans leur village et constatent la destruction des deux tiers des maisons.
La gare de Lavannes - Caurel, désormais fermée, fait partie des bâtiments détruits lors du conflit. Le bâtiment d'origine était identique à celui de la gare de Saint-Brice-Courcelles ; une halte « Est » type « Reconstruction » a été construite après le conflit.
Au cours de la Seconde Guerre mondiale, durant l’hiver 1943-1944, un bombardier Avro Lancaster est abattu sur le territoire de Lavannes. Les aviateurs sont enterrés dans le cimetière du village. Le seul survivant de ce crash (décédé en 2018), s'est rendu en 2010 et 2011 à la cérémonie commémorative annuelle célébrée en son honneur comme en témoigne le petit monument installé à l'entrée du village.

## Politique et administration
| Période                                  | Période      | Identité           | Étiquette | Qualité |
| ---------------------------------------- | ------------ | ------------------ | --------- | ------- |
| Les données manquantes sont à compléter. |              |                    |           |         |
| avant 1874                               | après 1879   | Chauvet            |           |         |
| 1989                                     | 2008         | Dominique Dutartre |           |         |
| 2008                                     | 2014         | Jean-Marc Lapie    |           |         |
| 2014                                     | juillet 2020 | Daniel Chartier    |           |         |
| juillet 2020                             | En cours     | Pascal Garnotel    |           |         |

## Population et société

### Démographie
L'évolution du nombre d'habitants est connue à travers les recensements de la population effectués dans la commune depuis 1793. Pour les communes de moins de 10 000 habitants, une enquête de recensement portant sur toute la population est réalisée tous les cinq ans, les populations de référence des années intermédiaires étant quant à elles estimées par interpolation ou extrapolation. Pour la commune, le premier recensement exhaustif entrant dans le cadre du nouveau dispositif a été réalisé en 2008.

En 2022, la commune comptait 573 habitants, en évolution de −5,6 % par rapport à 2016 (Marne : −1,19 %, France hors Mayotte : +2,11 %).
| 1793 | 1800 | 1806 | 1821 | 1831 | 1836 | 1841 | 1846 | 1851 |
| ---- | ---- | ---- | ---- | ---- | ---- | ---- | ---- | ---- |
| 588  | 658  | 655  | 756  | 872  | 871  | 918  | 938  | 966  |

| 1856 | 1861 | 1866 | 1872 | 1876 | 1881 | 1886 | 1891 | 1896 |
| ---- | ---- | ---- | ---- | ---- | ---- | ---- | ---- | ---- |
| 968  | 924  | 840  | 745  | 709  | 630  | 570  | 545  | 510  |

| 1901 | 1906 | 1911 | 1921 | 1926 | 1931 | 1936 | 1946 | 1954 |
| ---- | ---- | ---- | ---- | ---- | ---- | ---- | ---- | ---- |
| 481  | 478  | 433  | 227  | 295  | 296  | 314  | 335  | 313  |

| 1962 | 1968 | 1975 | 1982 | 1990 | 1999 | 2006 | 2008 | 2013 |
| ---- | ---- | ---- | ---- | ---- | ---- | ---- | ---- | ---- |
| 297  | 313  | 330  | 388  | 456  | 446  | 549  | 578  | 618  |

| 2018 | 2022 | - | - | - | - | - | - | - |
| ---- | ---- | - | - | - | - | - | - | - |
| 576  | 573  | - | - | - | - | - | - | - |

### Enseignement
La commune est en regroupement pédagogique avec les communes de Caurel et Pomacle.
Le village de Lavannes accueille les enfants de maternelle, CP ainsi que CM1/CM2 grâce à son extension comprenant une restauration scolaire.
Les élèves de collège sont regroupés sur Witry-lès-Reims et les lycéens sur Reims.
Il paraît assez difficile de préciser l’époque où fut ouverte une école à Lavannes. On peut supposer qu’elle existait déjà au Moyen âge. Elle était alors située sur l’emplacement de la partie sud-ouest du cimetière, longeant la rue de l’église. Elle se composait d’une seule classe divisée en deux parties par une cloison qui séparait les garçons et les filles.

## Économie
Lavannes est un village à vocation agricole, même si la proximité de Reims tend à le transformer en village résidentiel.

## Lieux et monuments

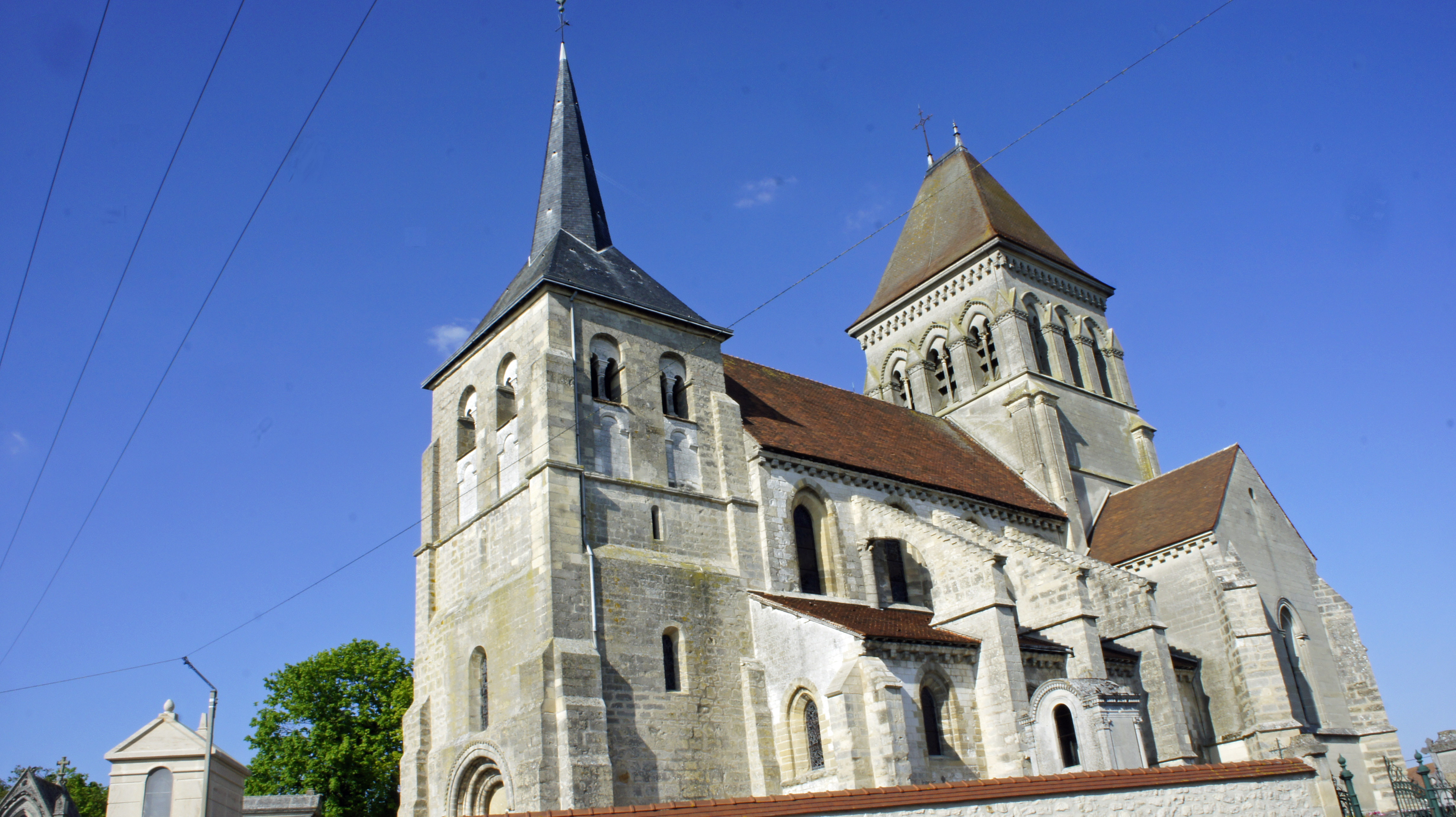
L'église vue depuis la rue, entourée de son cimetière.

### Église Saint-Lambert
Du XIIIe siècle, l'église Saint-Lambert possède une tour romane du XIIe siècle formant narthex à la base ainsi qu'un clocher-porche roman. Elle est classée monument historique.
Elle est construite sur un terre-plein à trois mètres environ au-dessus du sol.
Elle a dû être édifiée sur l'emplacement d'un ancien édifice datant vraisemblablement du VIIIe siècle pour honorer saint Lambert, le patron de la paroisse, qui fut martyrisé en 708. Les notes du chanoine Flodoart sur la vie de sainte Flotilde, native de Lavannes et religieuse à Avenay, permettent de la dater plus précisément ; sainte Flotilde aurait été inhumée en 942 en l'église de son village. Nous n'avons aucune indication locale sur le lieu de la sépulture de cette sainte car aucune pierre tumulaire n'indique l'existence d'une crypte où elle peut reposer. Cette église, dans ses différentes constructions, date des XIIe et XIIIe siècles, elle est construite sur un plan en forme de croix latine, elle possède un puits à l'intérieur, la pureté de son style est restée intacte en dépit des dégâts de la Première Guerre mondiale. La vue extérieure et intérieure de l'église produit un effet imposant.

## Personnalités liées à la commune

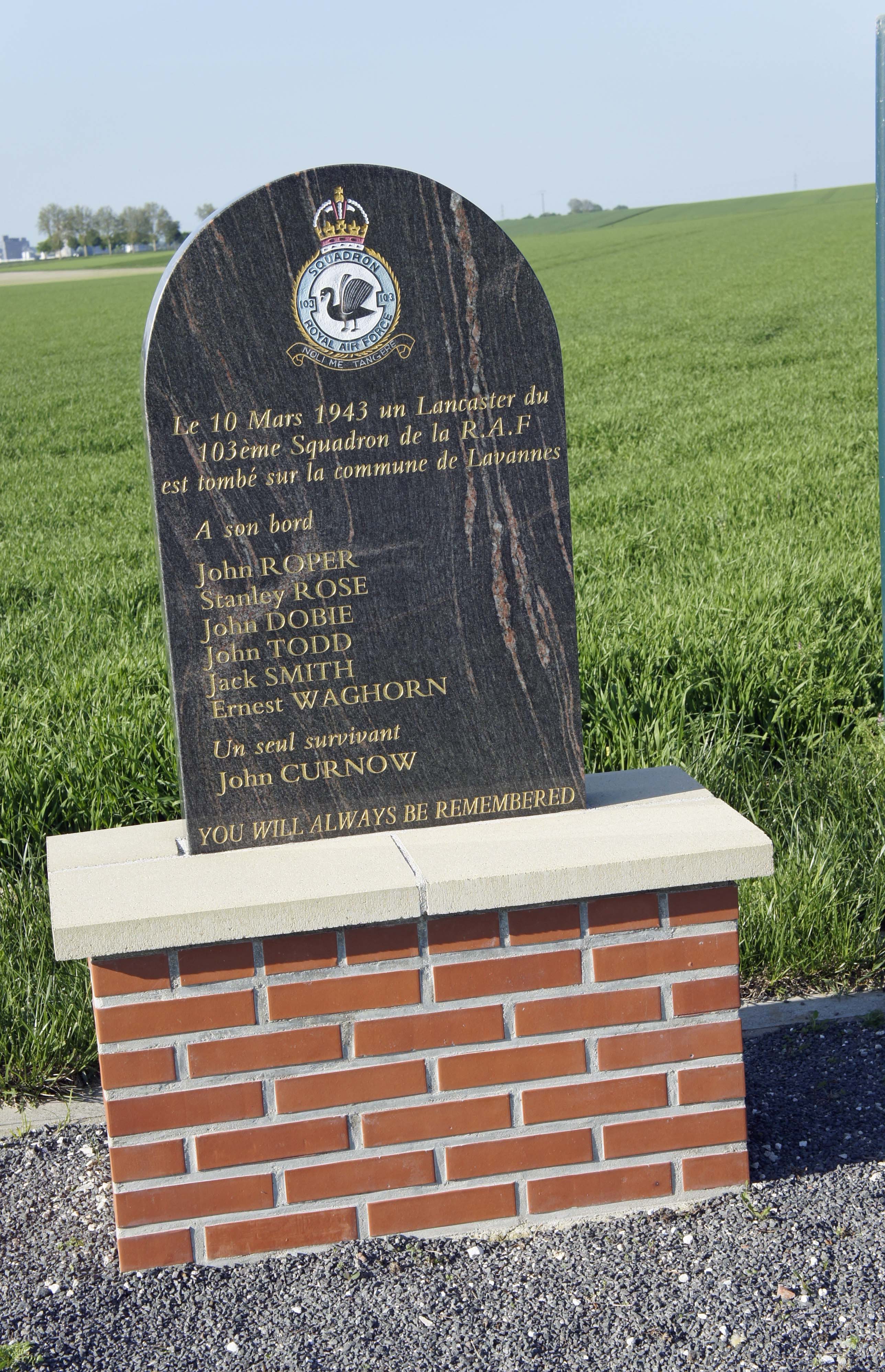
Monument en hommages aux hommes du squadron de la R.A.F.

- John Curnow : au cours de la nuit du 9 au 10 mars 1943, la RAF procédait au bombardement de la ville de Munich. Le Bomber Command se composait alors de 264 Lancaster, Halifax et Stirling. De retour de cette opération, le Lancaster B. Mk I, PM-D du 103e squadron, fut victime du tir d'une batterie de Flak implantée dans les environs de Reims. Le bombardier en flammes explosa peu après, ne laissant à aucun des sept membres d'équipage le temps d'évacuer. John Currow eut le réflexe de saisir et boucler son parachute. Ayant le grade de sergent, âgé de 19 ans, il occupait alors la fonction de navigateur. Il fut projeté hors de l’appareil lors de l’explosion. Malgré la faible altitude, il se posa sans encombre à proximité de Lavannes.
- Dix aviateurs du Bomber Command reposent sur le territoire de la commune de Lavannes, tous ayant perdu la vie au retour de ce raid sur Munich. Six d'entre eux étaient membres du 103e squadron. Quatre autres provenaient du 207e squadron, qui perdit, elle aussi, un Lancaster sur le secteur entre Lavannes et Rethel.
- Thérèse – Lambert Cheruy est la mère d'Alfred Gérard, industriel rémois connu pour avoir voyagé et fait des affaires au Japon au XIXe siècle.